# Pyrotherium
Pyrotherium je rod vyhynulých savců, který obýval v období oligocénu Jižní Ameriku. Vyvinul se pravděpodobně z primitivních kopytníků řádu Xenungulata. Jeho pozůstatky se nacházejí na území Argentiny a Bolívie ve vulkanickém popelu, proto dostal název Pyrotherium, což znamená „ohňové zvíře“. Odhaduje se, že mohl dosahovat délky tří metrů a výšky v kohoutku okolo půldruhého metru a vážit přes tři tuny. Měl zavalité tělo s krátkými silnými končetinami, byl prstochodec. Byl vybaven kly vyrůstajícími z horní i dolní čelisti a krátkým chobotem. Obýval převážně bažiny a živil se vodními rostlinami. Vzhledem a způsobem života tedy připomínal svého afrického současníka, předchůdce slonů Barytherium – předpokládá se, že na jihoamerickém kontinentu, který byl tehdy izolovaný od ostatního světa, se v důsledku konvergence vyvinuly životní formy obdobné chobotnatcům, i když s nimi nebyly nijak příbuzné.

## Druhy
- P. romeroi (typový druh)
- P. sorondoi
- P. macfaddeni